# 方位神

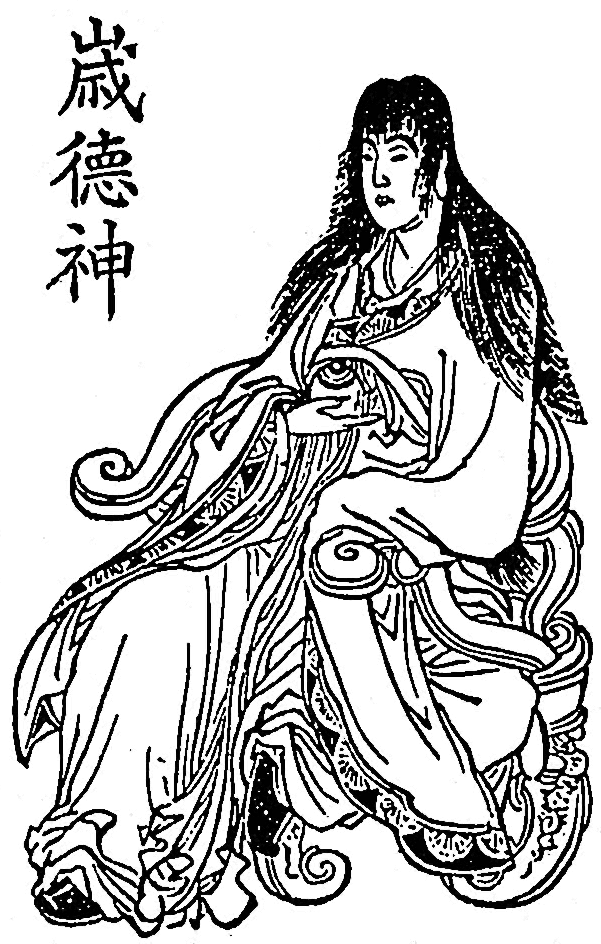
歳徳神

方位神（ほういじん）とは、九星術から生じた神々で、その神のいる方位に対して事を起こすと吉凶の作用をもたらすと考えられた。
方位神は、それぞれの神に定められた規則に従って各方位を遊行する。吉神のいる方角を吉方位といい、凶神のいる方角を凶方位という。
平安時代には、自分が行こうとする方角が凶方位である場合に、一旦他の方角へ行ってから目的地へ向かう方違え（かたたがえ）が盛んに行われた。現在では、凶方位を犯すことによる災厄を避けるため多くの寺院・神社で「方位除け（方除け・八方除け）」の祈祷・祈願が行われる。

## 方位神一覧

### 吉神
- 歳徳神（恵方）
- 歳禄神
- 月徳合
- 歳枝徳
- 歳徳合
- 生気
- 奏書
- 天道
- 天徳
- 天徳合
- 博士

### 凶神

#### 神殺
- 天一神
- 金神（大金神・姫金神）
- 八将神
  - 太歳神（普段は吉神）
  - 大将軍
  - 太陰神
  - 歳刑神
  - 歳破神
  - 歳殺神
  - 黄幡神
  - 豹尾神

#### 方殺
- 本命殺
- 的殺（本命的殺）
- 暗剣殺
- 五黄殺
- 歳破（歳破神と同じ）
- 月破
- 定位対沖

#### その他の凶方位
- 鬼門
- 天門
- 都天殺
- 白虎
- 死符
- 病符
- 劫殺
- 災殺
- 蚕室
- 日遊神